# Giornata internazionale per il diritto alla verità sulle gravi violazioni dei diritti umani e per la dignità delle vittime
La  Giornata internazionale per il diritto alla verità sulle gravi violazioni dei diritti umani e per la dignità delle vittime è una celebrazione sovranazionale indetta dalle Nazioni Unite che si tiene in tutto il mondo il 24 marzo di ogni anno in occasione della ricorrenza per l’omicidio dell’Arcivescovo di San Salvador Óscar Romero, assassinato da un cecchino mentre stava celebrando una messa il 24 marzo del 1980, a causa del suo impegno radicale contro le violazioni dei diritti umani in America Latina, e successivamente, per volontà di papa Francesco, beatificato nel 2018.

## Storia
L'assemblea generale delle Nazioni Unite formalizza la creazione di questo evento il 21 dicembre 2010. Il diritto a conoscere la verità su gravi violazioni dei diritti umani è stato elevato a diritto inalienabile di ciascun individuo e, specularmente, ogni Stato deve rendere effettivo tale diritto nel proprio ordinamento giuridico. In quest'ottica, la storia dell'assassinio di Romero emerge proprio grazie alla relazione redatta dalla Commissione sulla Verità per il Salvador. Tale organo indipendente è stato istituito per fare luce sui gravi crimini commessi in El Salvador dal 1980 e, pertanto, far conoscere all'opinione pubblica la verità su questi eventi.

## Finalità
Oltre che a commemorare la figura di Oscar Romero, le finalità della giornata internazionale per il diritto alla verità e alle gravi violazioni dei diritti umani sono: ricordare tutte le persone che hanno subito gravi violazioni dei propri diritti umani, nonché progredire nella consapevolezza del diritto a conoscere la verità e, in generale, i diritti umani. Inoltre, vi è la finalità di ricordare tutte quelle persone che hanno sacrificato la loro vita per la tutela universale di tali diritti. Secondo il segretario generale Ban Ki Moon, i diritti commemorati da tale giornata mondiale, sono i presupposti per poter punire i responsabili delle violazioni dei diritti umani.